# Marshallia ramosa
Marshallia ramosa là một loài thực vật có hoa trong họ Cúc. Loài này được Beadle & F.E.Boynton mô tả khoa học đầu tiên năm 1901.